# Störmthal

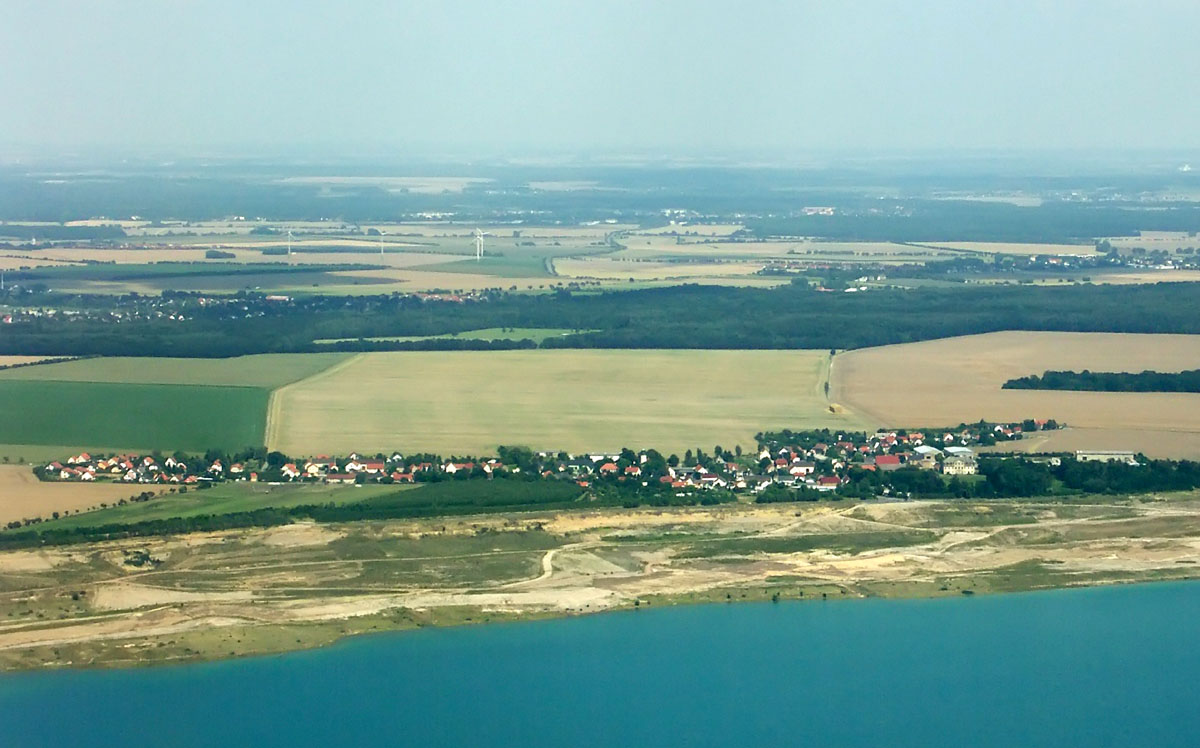
Störmthal am Nordostufer des Störmthaler Sees (2008)

Störmthal ist ein zur Gemeinde Großpösna im Landkreis Leipzig in Sachsen gehöriges Dorf südöstlich von Leipzig. Der Ort hat 512 Einwohner (Stand: Dezember 2014) und liegt an der Schlumper sowie am nordöstlichen Ufer des Störmthaler Sees, einem Restloch des ehemaligen Braunkohletagebaus Espenhain.

## Geographie
Im Osten wird die Störmthaler Flur durch das Waldgebiet Oberholz vom drei Kilometer entfernten Großpösna getrennt, unmittelbar nordwestlich liegen Güldengossa und zwei Kilometer in nördlicher Richtung Liebertwolkwitz. Zwischen diesem Leipziger Ortsteil und Störmthal verläuft die Bundesautobahn 38. Am Nordrand des Ortes befindet sich ein Gewerbegebiet. Bekanntestes dort ansässiges Unternehmen ist die Piano-Fabrik Blüthner.
Störmthal ist ein Straßendorf und wird wesentlich durch große sächsische Vierseitenhöfe geprägt, die heute (2007) zum größten Teil renoviert sind. Das zum ehemaligen Rittergut gehörende Schloss ist äußerlich weitgehend saniert. Ein Teil des zugehörigen Parks ist zusammen mit dem ehemaligen Ortsteil Rödgen dem Tagebau Espenhain zum Opfer gefallen.

## Geschichte

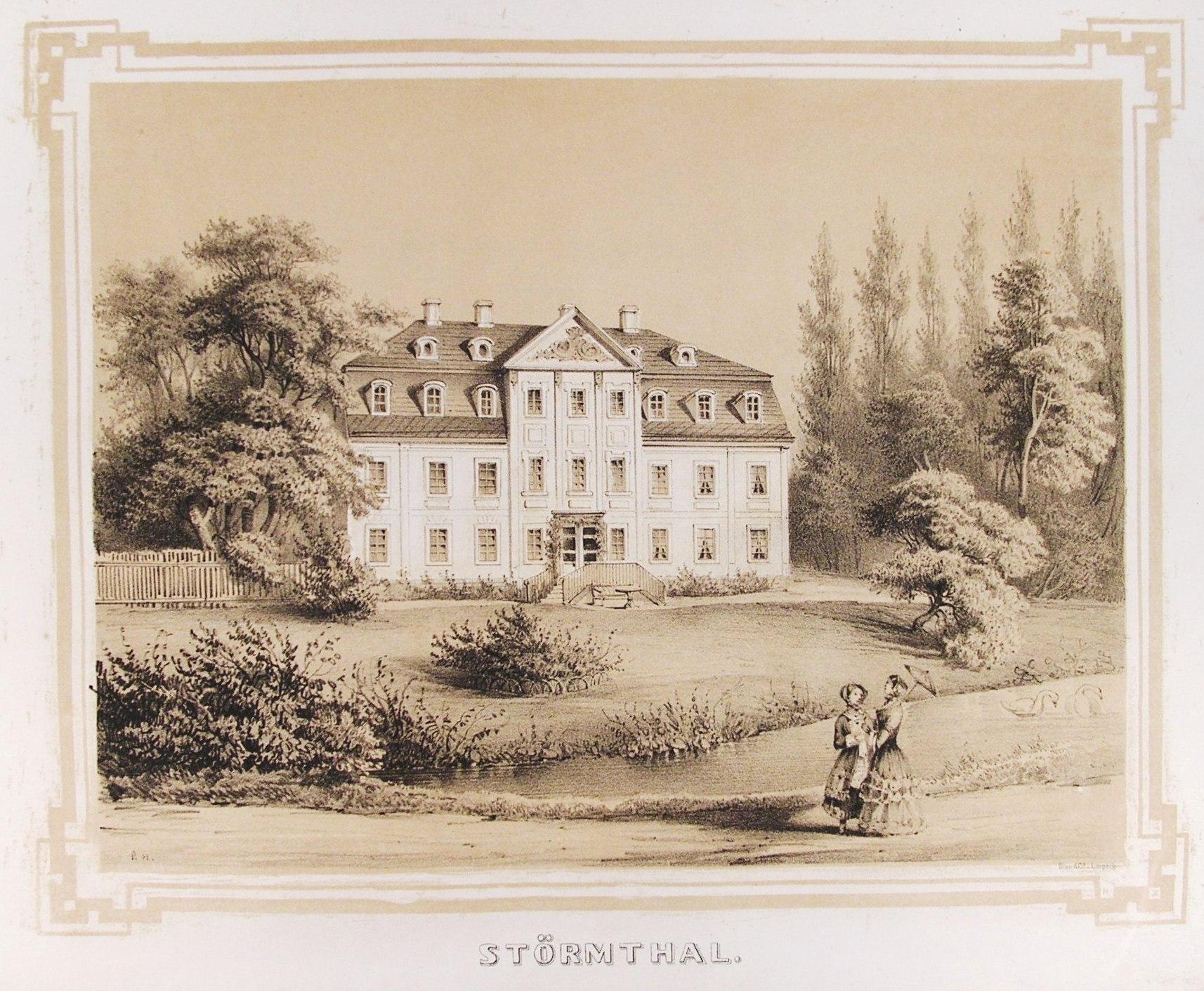
Historische Ansicht des Schlosses in Störmthal

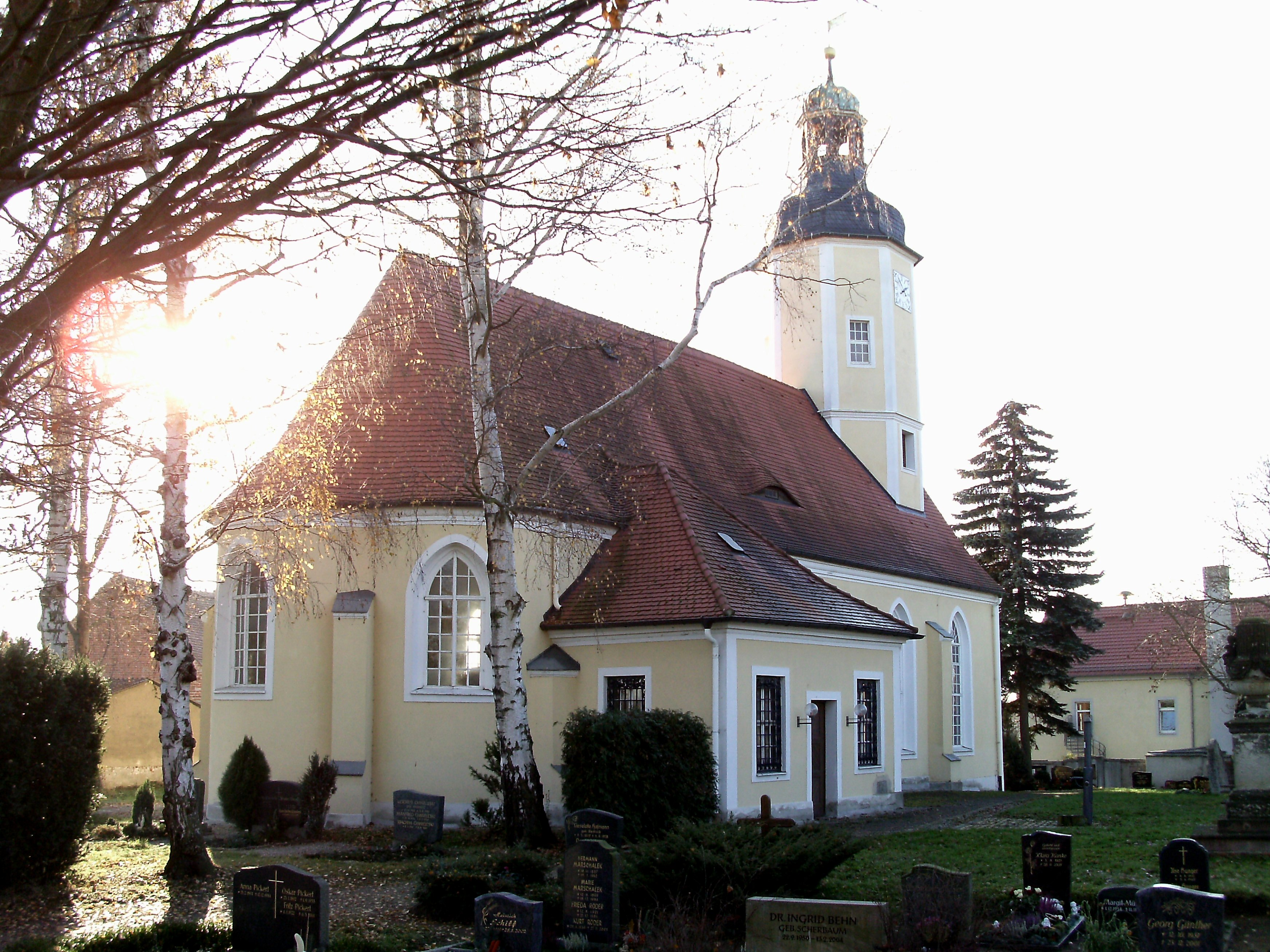
Kreuzkirche in Störmthal

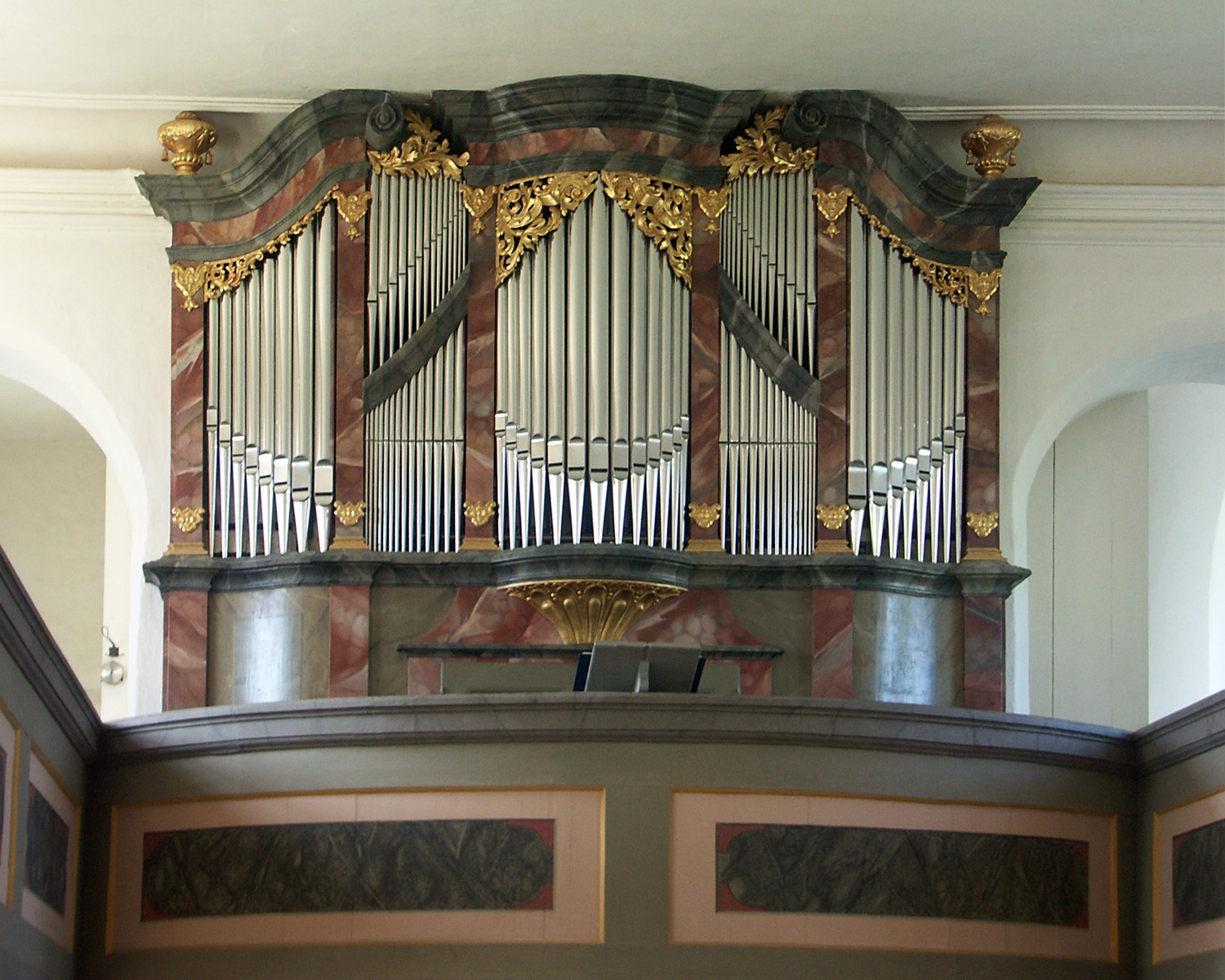
Die Hildebrandt-Orgel in der Kreuzkirche Störmthal

Die Gegend südlich von Leipzig wurde im Zuge der deutschen Ostsiedlung ab der Mitte des 11. Jahrhunderts dichter besiedelt. Störmthal zählt zu den deutschen Ortsgründungen jener Zeit. Die erste schriftliche Erwähnung erfolgte 1306 in einem Zinsregister des Klosters Pegau, dem Störmthal damals untertan war. Seit 1350 war der Ort aber im Besitz verschiedener Adelsfamilien. Eine positive Entwicklung erfuhr Störmthal seit 1675 unter der Herrschaft von Statz Friedrich von Fullen, der als kurfürstlich sächsischer Kriegsrat eine einflussreiche Position am Dresdner Hof bekleidete. Der Adlige sorgte dafür, dass der Ort 1690 eine eigenständige Kirchengemeinde wurde. Ein Jahr später ließ er die erste Schule des Dorfes eröffnen. 1693 begann von Fullen mit dem Bau des Schlosses, das er mit einem weitläufigen Park umgeben ließ. Dazu gehörten auch ein Tiergehege und sieben Fischteiche.
1722 wurde die alte baufällige Kreuzkirche teilweise abgerissen und im Barockstil neu aufgebaut. Auch der Innenraum mit Patronatsloge und dem Kanzelaltar erfuhr eine einheitliche barocke Ausgestaltung. An der Südseite im Altarraum befindet sich ein Ölporträt Statz Friedrichs von Fullen. Von der älteren Ausstattung ist nur ein Kruzifix erhalten, das auf den Beginn des 16. Jahrhunderts datiert wird. 1723 wurde die von Zacharias Hildebrandt gebaute Orgel durch Johann Sebastian Bach mit der für diesen Anlass geschaffenen Kantate Höchsterwünschtes Freudenfest (BWV 194) eingeweiht. Sie ist eines der wenigen weitgehend im Originalzustand erhaltenen Instrumente, auf denen Bach gespielt hat. Bach selbst schrieb über diese Orgel ein Gutachten und lobte sie über alle Maßen. Deshalb ist die Störmthaler Kirche ein wichtiger Ort der Bachpflege.
Während der Völkerschlacht bei Leipzig (1813) lag Störmthal im Kampfgebiet und erlitt große Schäden durch Artilleriebeschuss, Brände und Plünderungen. Nach Abschaffung der Grundherrschaft wählten die Störmthaler 1839 ihren ersten Gemeindevorstand. Der Ort lag bis 1856 im kursächsischen bzw. königlich-sächsischen Kreisamt Leipzig. Ab 1856 gehörte der Ort zum Gerichtsamt Rötha und ab 1875 zur Amtshauptmannschaft Leipzig.
1903 wurde ein Turnverein und am 3. Oktober 1930 die Freiwillige Feuerwehr des Ortes gegründet. Am 21. April 1945 wurde Störmthal von US-amerikanischen Truppen eingenommen. Im Zuge der Bodenreform erhielten einheimische Landarbeiter und zugezogene Flüchtlinge und Vertriebene das Land des Ritterguts. Am 1. Juli 1950 wurde die bis dahin eigenständige Gemeinde Rödgen eingegliedert. 1953 wurde die erste LPG gegründet; bis 1960 erfolgte dann die vollständige Kollektivierung der Landwirtschaft. Im Störmthaler Schloss war von 1951 bis 1978 ein Kinderheim, danach bis 1991 ein Lehrlingswohnheim untergebracht. Seit 2008 befindet sich das Schloss Störmthal in Privatbesitz von Manfred Kolbe und erfährt nun eine behutsame Sanierung.
Anfang der 1980er Jahre plante das Energieministerium der DDR die Abbaggerung Störmthals für die Erweiterung des Tagebaus Espenhain. Deshalb wurde ein Bauverbot erlassen und der Ort verfiel zusehends. Im Zuge der politischen Wende von 1989 wurde dann auf die Devastierung Störmthals verzichtet und der Ort belebte sich wieder. Viele Bauernhöfe und die Kirche sind seitdem restauriert worden.
Der Ortsteil Rödgen wurde 1984 ausgesiedelt und anschließend devastiert. Güldengossa ist seit 1973 ein Ortsteil von Störmthal. 1980 wurde die Flur des devastierten Orts Magdeborn nach Störmthal eingemeindet. Zum 1. Januar 1996 wurde Störmthal nach Großpösna eingemeindet.

## Gedenkstätten
- Seit 29. November 2019 erinnert ein Stolperstein an den im Rahmen der Aktion T4 ermordeten „Heinz“ Heinrich Gottlob Geidel (siehe Liste der Stolpersteine in Großpösna).

## Söhne und Töchter des Ortes
- Johann Gottfried Hildebrandt (1724–1775), Orgelbauer, Sohn von Zacharias Hildebrandt, Schüler von Gottfried Silbermann
- Friedrich Naumann (1860–1919), Politiker
- Renate Sturm-Francke (1903–1979),  Museumsleiterin, Bodendenkmalpflegerin und Heimatforscherin

## Tonträger
- Schallplatte: Die Hildebrandtorgel zu Störmthal, Werner Jacob spielt weihnachtliche Orgelmusik, Eterna 8 26 983, aufgenommen im September 1976, Aufnahme in Zusammenarbeit mit EMI Limited London, VEB Deutsche Schallplatten, 1978